# 内堀弘
内堀 弘（うちぼり ひろし、1954年 - ）は、日本の古書店主、エッセイスト。
兵庫県神戸市出身。青山学院大学中退。神保町の友愛書房で勤務した後に独立。1980年に詩歌専門・目録販売の古書店「石神井書林」を開業。
山口昌男を学長、坪内祐三を教授とする「東京外骨語大学」の生徒でもある（他の生徒は『彷書月刊』編集長・田村治芳、月の輪書店店主・高橋徹）。

## 著書
- 『ボン書店の幻 モダニズム出版社の光と影』白地社 1992年 / ちくま文庫 2008年
- 『石神井書林日録』晶文社 2001年
- 『古本の時間』晶文社 2013年

- 編著『北園克衛・レスプリヌーボーの実験 コレクション・日本シュールレアリスム』本の友社 2000年